# Lasioglossum duponti
Lasioglossum duponti är en biart som först beskrevs av Joseph Vachal 1903.  Lasioglossum duponti ingår i släktet smalbin, och familjen vägbin. Inga underarter finns listade i Catalogue of Life.